# Охорона здоров'я у Швеції

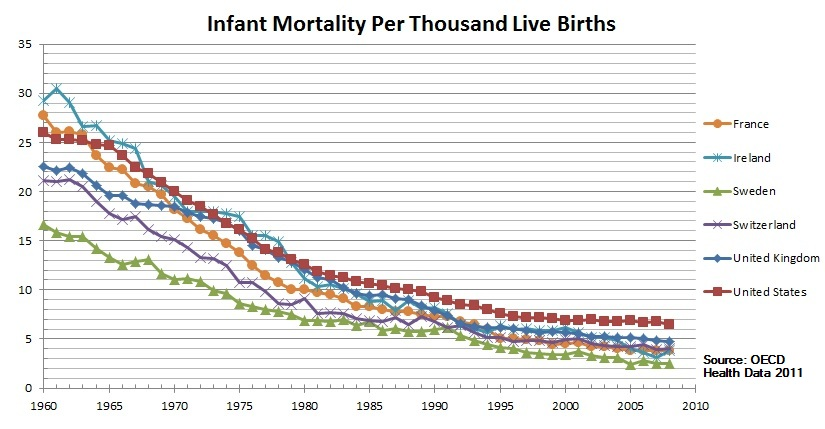
Зниження дитячої смертності в період між 1960-2008 роками у Швеції (зелена барва) у порівнянні з Ірландією, Францією, Швейцарією, Великою Британією та Сполученими Штатами Америки

Охорона здоров'я у Швеції, Медицина у Швеції — це децентралізована система лікувально-профілактичних закладів з надання медичної допомоги населенню Швеції, що має переважно державне фінансування, з незначною часткою приватних клінік. Основне джерело фінансування системи охорони здоров'я Швеції відбувається завдяки податкам.

## Історія медицини у Швеції

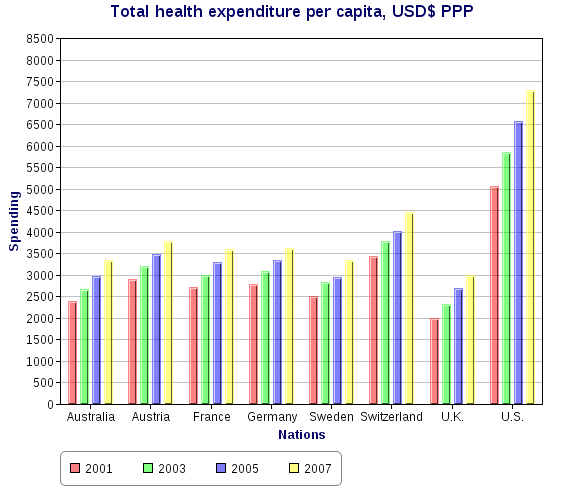
Витрати на охорону здоров'я на душу населення Швеції, в доларах США скориговане за ПКС, у порівнянні з іншими націями

В історії шведської медицини найбільш відомими особами є Улоф Рудбек (1630–1702 рр.), І. Сандстрем (1802–1889 рр.), який відкрив паращитоподібну залозу, і А. Реціус (1796–1860 рр.), котрий здобував європейську популярність своїми працями і відкриттями в мікроскопічній анатомії.
- В історії фізіології значний внесок залишили праці Ф. Гольмгрена, в сфері медичної хімії — знаменитого Берцеліуса, І. Шеквіста і С. Гедіні (двоє останніх запрошені завідувати відділеннями Дженнеровського (пізніше Лістеровського) інституту в Лондоні).
- Фармакологія, що розроблялася раніше у зв'язку з природничими науками, особливо з ботанікою, такими особами, як І. Ієрн, К. Лінней, А. Реціус, Йоран Валенберг; з 1890 р. дослідження пішли експериментальним шляхом, завдяки роботам К. Сантесеона і М. Ельфстранда
- Досліди в царині патології мають видних представників в особах Ізраїлю Хвассера, А. Реціуса і М. Гусса.
- У галузі гігієни серйозні праці залишив А. Кей.
- Видатними фахівцями з державної та судової медицини були А. Вістранд, А. Кей-Оберг і А. Ієдергольм.
- Засновником шведської терапевтики є П. Гофвеніус;
- засновником шведської педіатрії — Н. Розен фон Розенстейн.
- Знаменитого К. Ліннея можна назвати першим шведським бактеріологом, оскільки він у своєму вченні про «лат. Exanthemata viva» висловив, що заразні хвороби, як чума, проказа, сухоти тощо, породжуються в людському організмі мікроскопічними організмами, які напевно будуть відкриті.
- В архіатрії заявили про себе лікарі П. Афцеліус і Е. Мунк де Розеншельд. М. Гуссен досяг популярності дослідженнями алкоголізму, запалення легенів, тифу та ін.. П. Мальмстрем відкрив кілька хвороботворних паразитів. Р. Брузеліус відомий своїми працями в області ларінгопатологіі; Т. Стенбек — відкриттям седіментатора.
- Відомі хірурги: К. Екстремер, К. Местертон і К. Аск[1].

## Медико-санітарний стан і охорона здоров'я
- У 1976 р. на 1 тис. громадян народжуваність становила 11,9, смертність 11,0; дитяча смертність — 8,7 на 1 тис. живонароджених. Основне місце в структурі захворюваності і смертності займають серцево-судинні хвороби, злоякісне новоутворення, хвороби легенів. З інфекційних захворювань — грип, дитячі інфекції, епідемічний гепатит, венеричні хвороби. Служба охорони здоров'я знаходиться у веденні Міністерства соціальних справ та Національної ради охорони здоров'я та соціального забезпечення. Безпосереднє керівництво організацією лікувально-профілактичної допомоги перебуває у віданні рад ленів, які мають відділи медичних служб.
- У 1972 р. було 721 медична установа на 123,1 тис. ліжок (15 ліжок на 1 тис. громадян). Позалікарняну допомогу надавали 200 поліклінічних відділень лікарень, 11 самостійних поліклінік і 848 центрів охорони здоров'я. У 1972 р. працювали 11,9 тис. лікарок (1 лікарка на 680 громадян), 7 тис. зубних лікарів, 3,4 тис. фармацевтів і понад 100 тис. осіб іншого медичного персоналу. Підготовка лікарів здійснюється на 6 медичних факультетах, середнього медичного персоналу — у 34 школах. Витрати на охорону здоров'я склали (1972 р.) 4,4% державного бюджету Швеції.
- Курорти: бальнеологічні відділення — є у Медевою, Порла, Роннебю; грязьові — Густавсберг, Ланнашеде, Лока, Марстранд та інші.
- Система соціального забезпечення, значно вдосконалена реформами 1973 р. і 1975 р., є єдиною державною і загальнообов'язковою. Що фінансується державою і підприємцями, в меншій мірі — самими громадянами (наприклад, допомоги по безробіттю оплачуються за рахунок внесків самих громадян, страхування по безробіттю добровільне). Допомога у хворобі відшкодовує до 90% доходу основної маси громадян, а також більшу частину витрат з медичної допомоги. Введені допомоги при вагітності та при пологах. Пенсія у старості складається з так званої «народної», що з 1975 р. призначається всім громадянам, котрі досягли 65 років у рівній мірі. Пенсії за вислугу років (т.зв. «АПТ») виплачується з відрахувань підприємців. На кожну дитину віком до 16 років виплачуються «сімейне забезпечення».

## Ветеринарна справа
Територія Швеції благополучна для більшості інфекційних і інвазійних хвороб тварин. Реєструються поодинокі випадки вібріоз крупної рогатої худоби (1 вогнище було в 1976 р.). В окремих районах поширені цистицеркоз рогатої худоби і свиней. Зустрічаються лейкоз рогатої худоби і серед птахів хвороба Марека. Ветеринарна служба знаходиться у веденні Національної сільськогосподарської ради. Контроль за продуктами, в тому числі м'ясними, здійснює Національна харчова адміністрація. Ветеринарна мережа охоплює всі лени країни. У Швеції 1312 ветеринарних лікарів (на момент 1976 р.). Функціонує один з найстаріших вищих навчальних ветеринарних закладів у Європі — Вища ветеринарна школа (Уппсала) — на правах факультету Шведського сільськогосподарського університету. Науково-дослідна робота у ветеринарії проводиться в Державному ветеринарному інституті та в ряді науково-дослідних ветеринарних установах. Налагоджено виробництво біопрепаратів, видаються 2 ветеринарні журнали.